# 837
837 (DCCCXXXVII, na numeração romana) foi um ano comum do século IX, do Calendário Juliano, da Era de Cristo, teve início a uma segunda-feira e terminou também a uma segunda-feira, e a sua letra dominical foi G.
| Ano completo                         |
| ------------------------------------ |
| Ano comum com início à segunda-feira |

## Nascimentos
- 1 de janeiro - Pedro de Atroa,  abade e santo bizantino (n. 773).

## Mortes
- Antônio I - Patriarcado de Constantinopla entre janeiro de 831 e janeiro de 837